# Problem (아리아나 그란데의 노래)
"Problem"은 아리아나 그란데의 싱글 앨범이자 그 앨범의 타이틀곡이다. 2014년 5월 2일에 발매되었다. 이 곡은 발매와 동시에 US 아이튠즈를 비롯한 47개국의 음원 사이트에서 1위를 하며 큰 인기를 끌었다. 피쳐링에는 호주의 여성 래퍼인 이기 아잘리아가 참여했다. "Problem"은 아리아나 그란데의 2집 앨범 "My Everything"과 그 딜럭스 에디션의 타이틀곡이기도 하다.
빌보드 핫 100 2위와 영국 싱글 차트 1위를 한 곡이다. 미국 음반 산업 협회(RIAA) 인증 7× 플래티넘 등급을 받은 곡이다.

## 곡 목록
| - CD single 1. "Problem" – 3:14 2. "Problem (Dawin Remix)" – 3:25 3. "Problem (Noodles & Devastator Remix)" – 3:12 4. "Problem (Kassiano Remix)" – 4:21 - Digital download 1. "Problem" – 3:14 | - Digital download – alternate version 1. "Problem (featuring Iggy Azalea and J Balvin)" – 3:13 - Digital download – remixes single 1. "Problem (Dawin Remix)" – 3:25 2. "Problem (Noodles & Devastator Remix)" – 3:12 3. "Problem (Kassiano Remix)" – 4:21 |

## 인증 및 판매
| 국가 | 인증          | 판매량/출하량 |
| --- | ------------- | ------------- |
| 오스트레일리아 (ARIA) | 6× 플래티넘   | 420,000       |
| 오스트리아 (IFPI 오스트리아)                                                                                               | 골드          | 15,000*       |
| 브라질 (Pro-Música Brasil)                                                                                                 | 2× 다이아몬드 | 500,000       |
| 캐나다 (뮤직 캐나다) | 4× 플래티넘   | 320,000       |
| 독일 (BVMI) | 플래티넘      | 300,000       |
| 이탈리아 (FIMI) | 2× 플래티넘   | 60,000*       |
| 일본 (RIAJ) | 플래티넘      | 250,000*      |
| 멕시코 (AMPROFON) | 골드          | 30,000*       |
| 네덜란드 (NVPI) | 2× 플래티넘   | 40,000^       |
| 뉴질랜드 (RMNZ) | 플래티넘      | 15,000*       |
| 노르웨이 (IFPI 노르웨이)                                                                                                   | 4× 플래티넘   | 240,000       |
| 포르투갈 (AFP) | 골드          | 5,000         |
| 대한민국 | —             | 2,018,511     |
| 스페인 (PROMUSICAE) | 플래티넘      | 40,000        |
| 스웨덴 (GLF) | 3× 플래티넘   | 120,000       |
| 스위스 (IFPI 스위스) | 골드          | 15,000        |
| 영국 (BPI) | 2× 플래티넘   | 1,200,000     |
| 미국 (RIAA) | 8× 플래티넘   | 3,700,000     |
| Streaming |               |               |
| 덴마크 (IFPI Danmark) | 2× 플래티넘   | 5,200,000     |
| 일본 (RIAJ) | 골드          | 50,000,000    |
| 스페인 (PROMUSICAE) | 플래티넘      | 8,000,000     |
| 요약 |               |               |
| Worldwide (IFPI) | —             | 9,000,000     |
| *판매량을 기반으로 한 인증 · ^출하량을 기반으로 한 인증 · 판매량+스트리밍을 기반으로 한 인증 · 스트리밍을 기반으로 한 인증 |               |               |

## 같이 보기
- 유튜브 최다 조회수 영상 목록